# Badminton-Bundesliga 1991/92
Die Badminton-Bundesligasaison 1991/92 bestand aus einer Vorrunde im Modus "Jeder gegen jeden" mit Hin- und Rückspiel und aus einer Play-off-Runde. In der Play-off-Runde traten der 1. und der 4. sowie der 2. und der 3. gegeneinander an. Die Sieger der beiden Partien ermittelten den deutschen Meister. Meister wurde TuS Wiebelskirchen, die SV Fortuna Regensburg im Finale mit 6:2 bezwang.

## Vorrunde
| Platz | Verein                      | Punkte |
| ----- | --------------------------- | ------ |
| 1.    | TuS Wiebelskirchen          | 24:04  |
| 2.    | SV Fortuna Regensburg       | 24:04  |
| 3.    | FC Langenfeld               | 21:07  |
| 4.    | SSV Heiligenwald            | 14:14  |
| 5.    | BC Eintracht Südring Berlin | 11:17  |
| 6.    | SC Bayer 05 Uerdingen       | 08:20  |
| 7.    | TV Mainz-Zahlbach           | 05:23  |
| 8.    | TTC Brauweiler 1948         | 05:23  |

## Play-off-Runde

### Halbfinale
TuS Wiebelskirchen – SSV Heiligenwald 5:3

Fortuna Regensburg – FC Langenfeld 5:3

### Finale
TuS Wiebelskirchen – Fortuna Regensburg 6:2

## Endstand
| Platz | Verein |
| ----- | --- |
| 1.    | TuS Wiebelskirchen (Guido Schänzler, Bernd Schwitzgebel, Chen Jin, Michael Helber, Uwe Ossenbrink, Katrin Schmidt, Heike Erler, Annette Geisler, Yan Cheng) |
| 2.    | SV Fortuna Regensburg (Markus Keck, Michael Keck, Klaus Treitinger, Frank Weber, Anne-Katrin Seid, Mira Sundari)                                            |
| 3.    | FC Langenfeld (Robert Neumann, Wang Xu Yang, Uwe Scherpen, Peter Wolf, Oliver Pongratz, Kirsten Schmieder, Andrea Findhammer, Monika Cassens)               |
| 3.    | SSV Heiligenwald (Yoseph Phoa, Iguh Donolego, Franz-Josef Müller, Thomas Berger, Dirk Wagner, Martin Kranitz, Tanja Münch, Tanja Lorenz, Kirsten Sprang)    |
| 5.    | BC Eintracht Südring Berlin (N) |
| 6.    | SC Bayer 05 Uerdingen |
| 7.    | TV Mainz-Zahlbach |
| 8.    | TTC Brauweiler 1948 |